# Un'ora di follia
Un'ora di follia (The Dancers) è un film muto del 1925 diretto da Emmett J. Flynn. Prodotto e distribuito dalla Fox Film Corporation, aveva come interpreti George O'Brien, Alma Rubens, Madge Bellamy, Templar Saxe, Joan Standing, Alice Hollister, Freeman Wood, Walter McGrail, Noble Johnson, Tippy Grey.
La sceneggiatura è basata sul lavoro teatrale The Dancers di Hubert Parsons (pseudonimo usato dalla coppia Viola Tree e Gerald du Maurier) che, andato in scena a Londra nel 1923 interpretato da Tallulah Bankhead, aveva poi debuttato a New York, al Broadhurst Theatre di Broadway, il 17 ottobre 1923.
Nel 1930, la Fox ne produsse una versione sonora dal titolo The Dancers che aveva come interpreti principali Lois Moran e Phillips Holmes; diversamente dal lavoro teatrale e dalla versione del 1930 - che sono ambientati nel Nord-Ovest - il film del 1925 è ambientato in Sud America.

## Trama
Incapace di adattarsi alla frenetica vita londinese, Tony lascia l'Inghilterra per andare a vivere in Sud America dove apre una sala da ballo. Una delle ballerine, Maxine, si innamora di lui, ma Tony pensa sempre a Una, la ragazza che ha lasciato a Londra che lui ama da quand'erano bambini. Quando, inaspettatamente, eredita un titolo e una grossa fortuna, Tony torna in patria e là si dichiara alla donna che ama. Una, che ha vissuto sregolatamente tra feste e notti folli, nasconde i suoi trascorsi al fidanzato fino alla vigilia del matrimonio. Lui, sempre innamorato, la perdona ma lei gli muore tra le braccia per aver ingerito del veleno. A Tony non resta che tornare in Sud America, dove lo attende la fedele Maxine.

## Produzione
Il film fu prodotto per la Fox Film Corporation da William Fox. Le scene di tango vennero coreografate da Carl Sebastian.

## Distribuzione
Il copyright del film, richiesto dalla Fox Film Corp., fu registrato l'11 gennaio 1925 con il numero LP21098.
Distribuito dalla Fox Film Corporation, il film uscì nelle sale degli Stati Uniti il 4 gennaio 1925. In Portogallo, il film fu distribuito il 19 giugno 1928 con il titolo A Vertigem da Dança.

### Conservazione
Copia completa della pellicola si trova conservata negli archivi del Museum Of Modern Art di New York e in quelli del George Eastman House di Rochester.